# Hector Zazou
 (octobre 2013).
Si vous disposez d'ouvrages ou d'articles de référence ou si vous connaissez des sites web de qualité traitant du thème abordé ici, merci de compléter l'article en donnant les références utiles à sa vérifiabilité et en les liant à la section « Notes et références ».
Pour les articles homonymes, voir Job et Zazou (homonymie).
Hector Zazou, de son vrai nom Pierre-André Job, né le 11 juillet 1948 à Sidi-bel-Abbès, en Algérie, et mort le 8 septembre 2008 à Paris 10e, est un compositeur, musicien et producteur français.

## Parcours
Hector Zazou composait, arrangeait, et jouait. Sa production fut abondante et éclectique. C'était un artiste souvent qualifié d'iconoclaste, qui mêlait musiques du monde, classicisme et musiques électroniques : rock déjanté, world-music (de l’Afrique à l’Asie centrale), pièces néo-classiques, écriture pour cordes, vents, voix ou synthétiseurs, etc. Il illustrait sa passion pour des mélanges inattendus. Il associait des esthétiques plurielles pour en faire une synthèse des plus électriques.
Il a collaboré avec un grand nombre de musiciens célèbres : Jon Hassell, Ryuichi Sakamoto, Brian Eno, Peter Gabriel, John Cale, David Sylvian, Bill Rieflin, Peter Buck, Lisa Gerrard, Laurie Anderson, Björk, Suzanne Vega, Lisa Germano, Siouxsie, Jane Birkin, Dominique Dalcan, Manu Dibango, Khaled, mais aussi Asia Argento ou Gérard Depardieu.
Il fut régulièrement acclamé par la presse internationale, pour des albums tels que : Noir et Blanc (disque fondateur de la fusion afro-électronique auquel il participa comme arrangeur, paru en 1983), Les Nouvelles Polyphonies Corses (Victoire de la musique en 1992), Chansons des Mers Froides (1995).
En 1979, inspiré par des ateliers menés dans des hôpitaux psychiatriques, il sort l'album La Perversita avec Jeanne Folly (à l'époque sa compagne), VXZ 375 et Jean-Luc Hennig.
En 1981, avec Jacques Pasquier, il sort un faux disque promotionnel pour la campagne présidentielle de Valéry Giscard d'Estaing. Le duo réalise le disque en se faisant passer pour des journalistes auprès du QG de campagne du candidat et se procurent ainsi des enregistrements de discours et une photographie officielle inédite de Giscard d'Estaing.
En 2007, il a participé au festival Présences électronique, accompagné de Bill Rieflin, Katie Jane Garside, Nils Petter Molvær et Lone Kent, où il fit entendre pour la première fois ses chansons électriques. Son  album Corps Électriques, produit par Bruno Letort  affirme un véritable style électro-rock.
En tant que réalisateur, Hector Zazou a travaillé avec la chanteuse tibétaine Yungchen Lhamo, la chanteuse ouzbèke Sevara Nazarkhan, la chanteuse suisse Laurence Revey, le flûtiste galicien Carlos Núñez, le groupe italien PGR.
Le 9 septembre 2008, le label Crammed Discs a annoncé sur son site Internet le décès d'Hector Zazou, dans sa soixantième-et-unième année. Ce label a commercialisé de manière posthume, le 6 octobre 2008, un nouvel album de l'artiste : In the House of Mirrors, enregistré à Bombay en compagnie de quatre instrumentistes virtuoses en provenance d'Inde et d'Ouzbékistan. Hector Zazou y propose une nouvelle approche de la musique classique d'Asie, dans laquelle les interprétations inspirées des musiciens sont magnifiées par leur interactions avec de subtils traitements électroniques.

## Discographie
- ZNR (Zazou-Racaille) Barricades 3 (RCA 1976)
- ZNR (Zazou/Racaille) Traité de Mécanique Populaire (Invisible 1978)
- La Perversita (1979)
- Zazou/Bikaye[3] /CY1 Noir & Blanc (Crammed Discs 1983) : (CY1 : Claude Micheli, Guillaume Loizillon)
- H. Zazou/P. Wemba Afro Burner 12" from Crammed Discs (Belgium, 1983)
- Reivax au Bongo (avec Ray Lema, Bony Bikaye, Kanda Bongo Man...) (Crammed Discs 1984)
- Géographies (Crammed Discs 1984)
- Zazou/Bikaye Mr Manager (Crammed Discs 1985)
- Zazou/Bikaye Guilty (Crammed Discs 1987)
- Géologies (Crammed Discs 1988)
- Hector Zazou 1977- 1990 (Tonk 1990)
- Hector Zazou & Les Nouvelles Polyphonies Corses (Polygram 1991)
- Sahara Blue (avec Gérard Depardieu, David Sylvian, Khaled...) (Crammed Discs 1992)
- Chansons des Mers Froides (avec Siouxsie Sioux, Suzanne Vega, Björk, John Cale...) (Sony 1995)
- Hector Zazou & Harold Budd Glyph (Crammed Discs 1995)
- Hector Zazou & Barbra Gogan Made on Earth (Crammed Discs 1997)
- Lights in the Dark (avec Katie MacMahon, Breda Mayock, Lasairfhiona Ni Chonaola)– (Erato/Warner 1998)
- 12 (Las Vegas is Cursed) avec Sandy Dillon (Crammed Discs 2001)
- Strongs Currents – digipack French edition (Taktic Music/Telescopic 2003)
- Sonora Portraits #2 Strong Currents - CD/Book (96 pages) edition (Taktic Music/Materiali Sonori 2003)
- L'Absence - (Taktic Music/ East West/Warner & Audioglobe (Italy, Greece) 2004)
- Quadri{+}Chromies - Hector Zazou et Bernard Caillaud CD+DVD (Taktic Music/Materiali Sonori 2006)
- Corps Électriques - Hector Zazou/Katie Jane Garside/Nils Petter-Molvaer/Lone Kent/Bill Rieflin (Signature-Radio France 2008)
- In the House of Mirrors - Hector Zazou & Swara (avec Toir Kuziyev, Milind Raikar, Ronu Majumdar, Manish Pingle) (Crammed Discs 2008)
- Moods Sunday Morning - Hector Zazou et Catherine Wishart (avec Clémence Gégauff, C. Wishart, R.Pion, E. Atsas, F Pasqua, L. Bencini, Mader) Nocturne 2007